# Момджян, Хачик Нишанович
Ха́чик (Феликс) Ниша́нович Момджя́н (Момджиан; 1909—1996) — советский и российский философ, специалист по истории философии и социальной философии, лауреат премии имени Г. В. Плеханова (1985).

## Биография
Родился 25 февраля 1909 года.

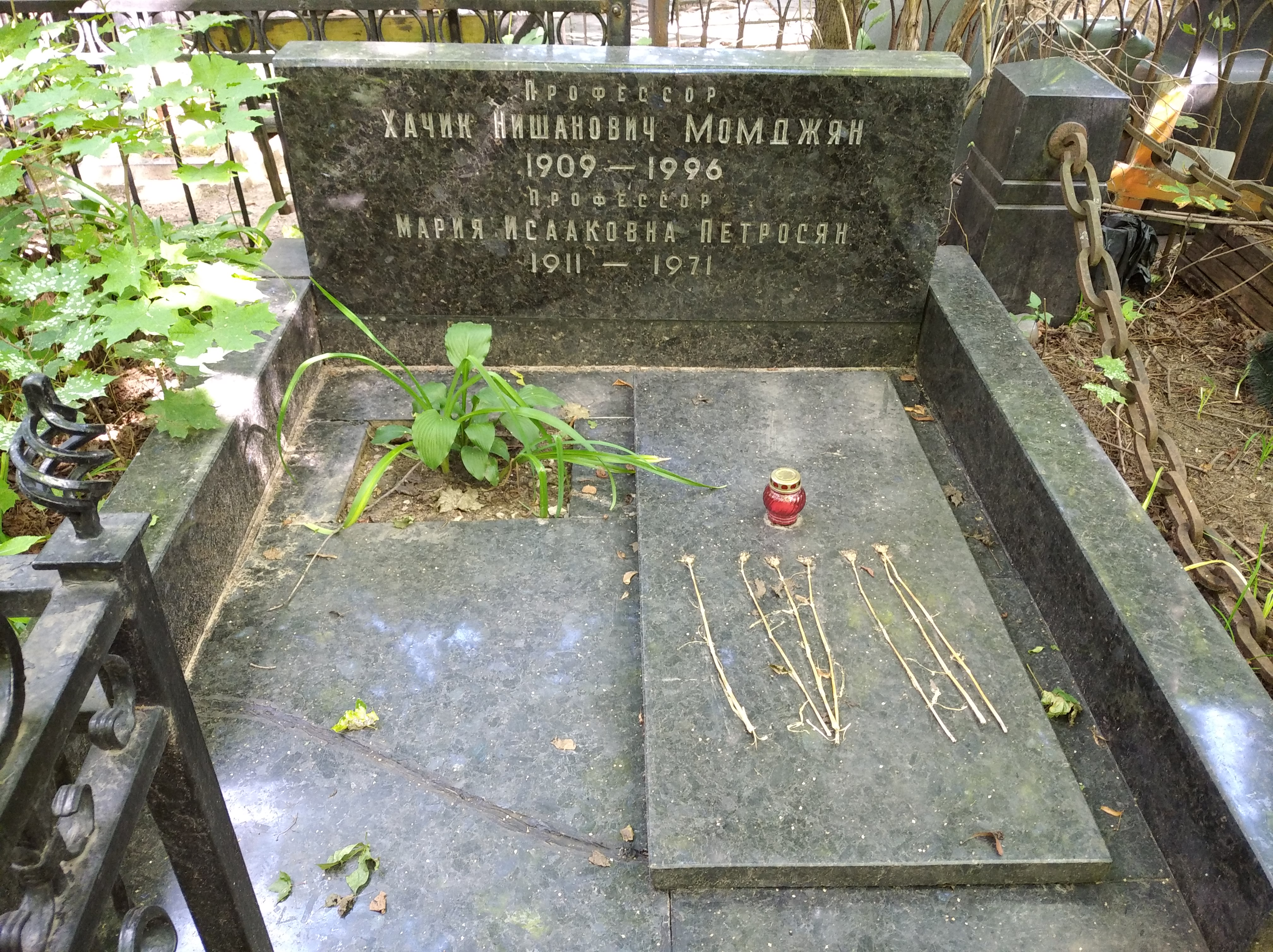
Могила Х. Н. Момджяна

В 1934 году окончил философский факультет МИФЛИ, в 1937 году — аспирантуру там же.
В 1951 году защитил докторскую диссертацию «Философия Гельвеция, её значение в идейной подготовке Французской революции 1789—1794 гг., утопического социализма и коммунизма XIX века».
С 1954 года преподавал на философском факультете МГУ.
До ухода на пенсию в 1990 году — работал профессором, заведующим кафедрой философии Академии общественных наук при ЦК КПСС.
Умер 22 января 1996 года. Похоронен на Армянском кладбище.
Сын — философ, профессор МГУ К. Х. Момджян (1948—2025).

## Научная деятельность
Исследовал вопросы об исторической связи между французским материализмом XVIII века и утопическим социализмом XIX века, особенностях распространения марксизма во Франции, роли субъекта в историческом процессе, различных формах волюнтаризма и фатализма.
Автор вступительных статей к изданным избранным атеистическим произведениям Дидро (1956), С. Марешаля (1958), Вольнея (1962), избранным философским произведениям Гольбаха, а также к сочинениям Гельвеция.
Являлся членом редакционной коллегии и редактором философского отдела журнала «Коммунист» (1958—1962). Член редакционной коллегии «Философской энциклопедии» (Т. 1—5, 1960—1970).
В течение ряда лет являлся вице-президентом Международной социологической ассоциации и президентом Советской социологической ассоциации (1976—1986).
- Беседа Дидро с аббатом Бартелеми. Ереван, 1945
- Гельвеции и Монтескье. Ереван, 1948
- Социалистическое общество и творческая активность народных масс. Ереван, 1954
- Лафарг и некоторые вопросы марксистской теории. Ереван, 1954
- Философия Гельвеция. М., 1955
- Монтескье // Коммунист. 1955. № 4
- Коммунизм и христианство. М., 1958 (2-е изд. — 1959)
- Socialism: its present and future. Moscow, 1963
- The dynamism of our century // Philosophy, science and man. The Soviet delegation reports for the XIII word congress of philosophy. Moscow, 1963
- Диалектика в домарксистском материализме нового времени. М., 1967
- Диалектика и сравнительно-исторический метод, их роль в исследовании цивилизаций. М., 1974
- Марксистско-ленинская теория социального развития. [В соавт.]. М., 1978
- Поль Лафарг и философия марксизма. М., 1978

## Награды
- Премия имени Г. В. Плеханова (1985) — за работы «Поль Лафарг и философия марксизма» и «Французское Просвещение XVIII века»